# 竹貫重光
竹貫 重光（たけぬき/たかぬき しげみつ）は、戦国時代から安土桃山時代にかけての武将。岩城氏の家臣。陸奥国竹貫城主。

## 略歴
竹貫氏は陸奥石川氏の庶流。本貫地の竹貫を姓とし、代々竹貫城に拠った。
天正13年（1585年）、高倉合戦で活躍、天正17年（1589年）、須賀川城の二階堂氏の孤立化を狙い伊達政宗に調略を受けるが、岩城常隆と共に加勢して政宗と戦い、子・中務大輔尚忠（家光）は、敗走の途中討ち死にを遂げる（須賀川城攻防戦）。文禄5年（1596年）富岡城代となる。慶長5年（1600年）の関ヶ原の戦いでは、常隆の養子・貞隆は、実兄・佐竹義宣と行動を共にした為、旧地没収の上転封となった。
慶長6年（1601年）6月20日、重光は千本義定に追討され落ち延びたとされる。